# Chelsea Horror Hotel
Chelsea Horror Hotel: A Novel é um livro escrito por Dee Dee Ramone em 2001. Dee Dee é famoso por ter sido membro da banda de punk rock Ramones. Foi lançado treze meses antes de Dee Dee morrer de overdose de heroína. O livro conta a história de Dee Dee, que se muda para o Hotel Chelsea, em Nova Iorque, com sua esposa Barbara e seu cachorro Banfield.
A certa altura, Dee Dee começa a acreditar que, o quarto em que ele está hospedado, foi o local onde seu velho amigo Sid Vicious supostamente matou a namorada Nancy Spungen. Enquanto hospedado no Hotel Chelsea, Dee Dee é frequentemente visitado por seus amigos punks, tais como Johnny Thunders e Stiv Bators. Em todas as partes do livro, Dee Dee tenta comprar drogas e, eventualmente, se vê envolvido com outros viciados.